# Viktor Zhusti
Viktor Zhusti, född 8 december 1942 i Aten i Grekland, är en albansk skådespelare.
Zhusti föddes i Grekland men flyttade 1943 med sin familj till Gjirokastra i södra Albanien. 1956 flyttade han till huvudstaden Tirana där han studerade vid konstskolan Jordan Misja och fortsatte utbilda sig vid konsthögskolan i Tirana. Efter examen blev han chef för kulturcentret i Gjirokastra. 
Zhusti började skådespela vid nationalteatern i Tirana. 1966 gjorde han filmdebut i Komisari i dritës. 1971 var han programledare för Festivali i Këngës tillsammans med Edi Luarasi. För sin roll i filmen Gëzhoja e vjetër vann han pris vid den albanska filmfestivalen 1980.
I december 2018 kommer Zhusti tillsammans med skådespelerskan och sångerskan Ana Golja vara programledare för Festivali i Këngës 57. Det innebär att Zhusti gör comeback som programledare efter 47 års frånvaro.
Zhusti är bosatt i Euboia i Grekland.

## Filmografi
- 1966: Komisari i dritës som Mark Dedina
- 1971: Malet me blerim mbuluar som Jaho Cani
- 1978: Dollia e dasmës sime som posłaniec
- 1980: Gëzhoja e vjetër som Pandi Myllo
- 1981: Kur po xhirohej një film som Kujtim
- 1982: Nëntori i dytë som Pandeli Cala
- 1984: Taulanti kërkon një motër som Piro
- 1986: Dhe vjen një ditë som Llano
- 1988: Rikonstruksioni som pracownik ministerstwa
- 1990: Inxhinieri i minieres som sekretarz
- 2010: Tingulli i heshtjes
- 2018: Delegacja som Leo